# 코레일체

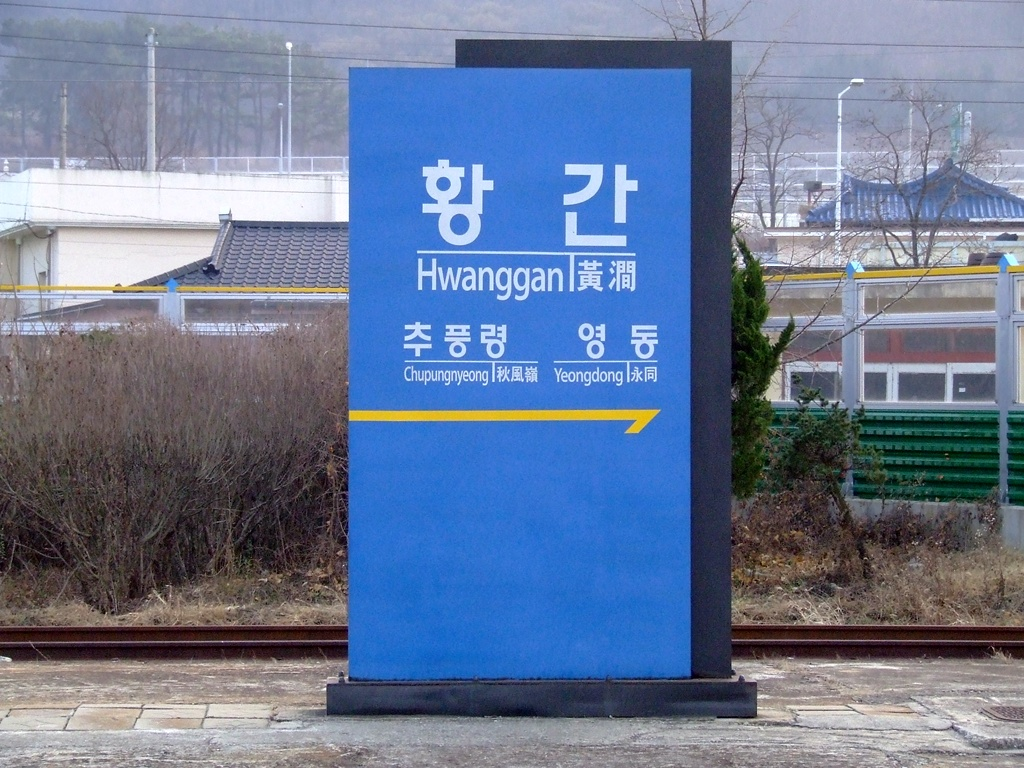
코레일체를 사용하여 만든 황간역 역명판

코레일체는 한국철도공사에서 배포하는 한글 트루타입 글꼴이다. 이는 HY울릉도체와 유사하다. 2003년에 구 철도청이 현재의 파란색 코레일 로고를 도입하면서 제작하였으며,  한국철도공사로 바뀐 이후에도 계속해서 사용되고 있다. 한국철도공사가 관리하는 일반철도 및 광역철도 구간의 역명판과 각종 안내 표지판, 열차시간표 등에 사용되지만, 공개 트루타입 글꼴과는 모양에 약간의 차이가 있다.
2007년에는 각종 이름 표시 및 홍보물에 사용하는 글꼴을 "코레일 2007"로 바꾸었으나, 역이름을 포함한 몇몇 간판에는 코레일체를 계속 사용한다. 이 글꼴은 한글, 로마자, 일본어, 그리스어, 특수 문자를 포함하나, 코레일은 간판의 한글에만 이 글꼴을 사용하며, 간판의 로마자와 숫자에는 MyriadPro-Bold 글꼴을 사용한다. 또한 U+2170부터 U+2179까지는 원래 문자인 로마 숫자 소문자 대신 코레일의 로고로 대체되어 있다.
도라산역에서 촬영된 아래의 두 사진을 비교할 때, 한국 철도 시절에 사용한 글꼴로 이루어진 "평양방면타는곳"과 코레일체로 이루어진 "타는 곳", "평양방면"의 글자 모양이 약간 차이가 난다. 바로 개정전에는 한국철도체를 사용했기 때문이다.

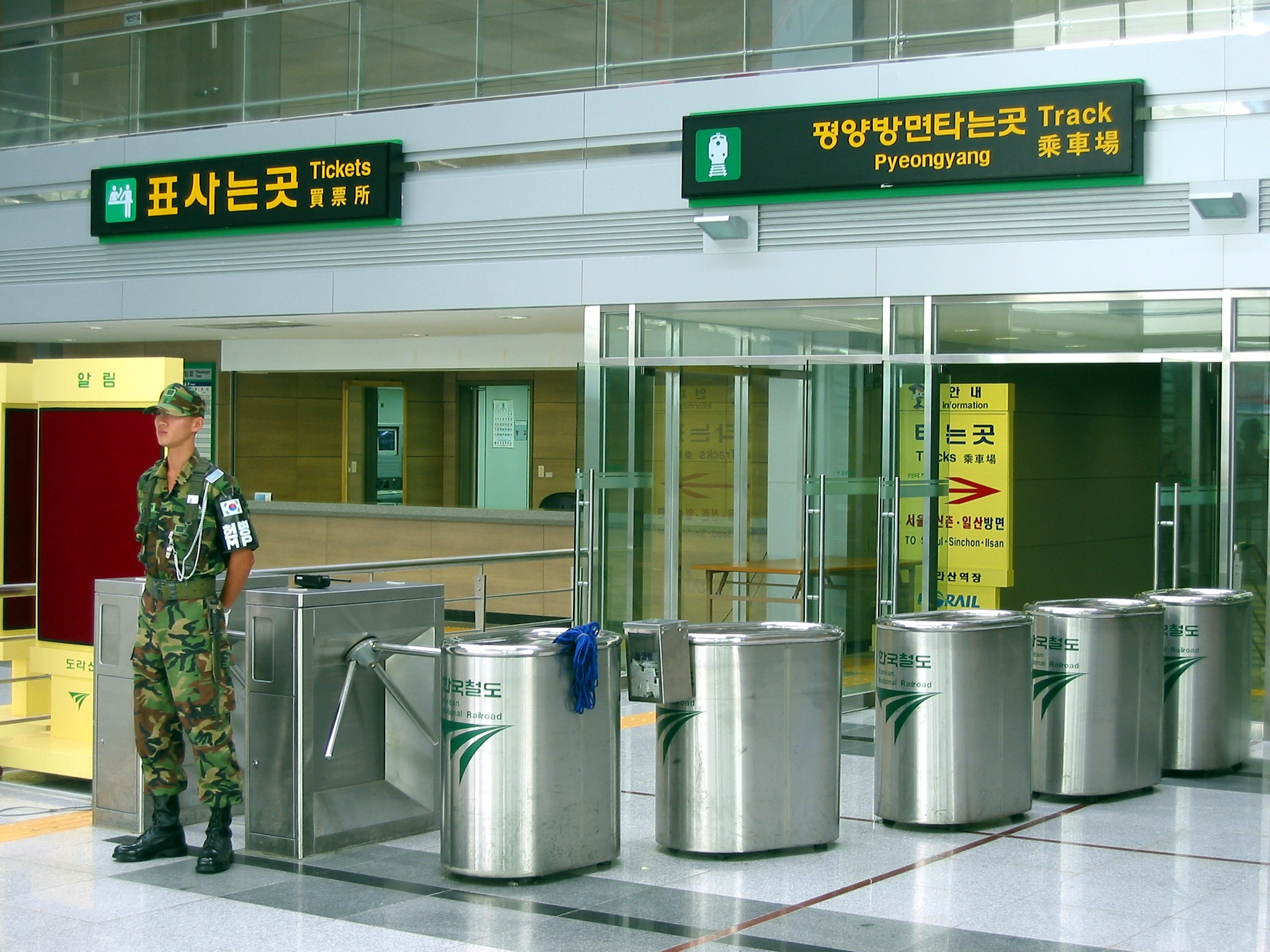
이 사진은 2003년 8월 말에 촬영되었으며, 도라산역은 2002년 4월에 영업을 개시하였다. 주로 옛 한국철도의 로고가 붙어있으나 어느 안내판 밑에는 현재의 코레일 로고가 붙어있다.
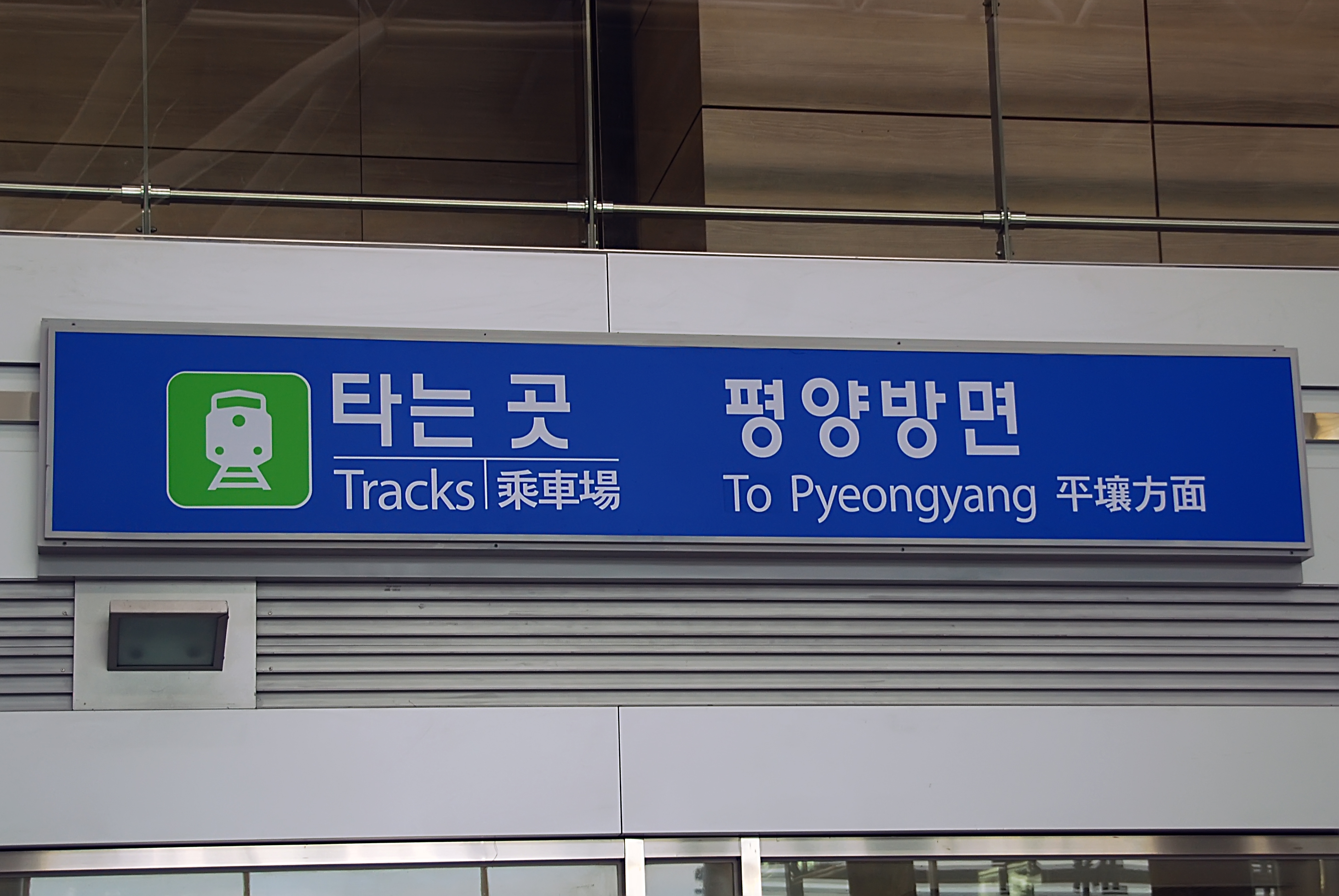
같은 위치에 붙은 현재의 표지로, 2008년 12월 말에 촬영되었다.